# Нейолова Марина Мстиславівна
Мари́на Мстисла́вівна Нейо́лова (рос. Марина Мстиславовна Неёлова; 8 січня 1947, Ленінград, РРФСР) — радянська і російська акторка театру і кіно. Народна артистка РРФСР (1987). Лауреат Премії Ленінського комсомолу (1976) та Державної премії РРФСР імені К. С. Станіславського (1990).

## Життєпис
Закінчила Ленінградський державний інститут театру, музики та кінематографії (1969). З 1974 р. працює у театрі «Современник».

## Фільмографія
- 1968: «Стара, стара казка» (Принцеса, її Совість і дочка трактирника)
- 1970: «Колір білого снігу» (Надя, контролер метрополітену)
- 1971: «Тінь» (Аннунціата, дочка господаря готелю)
- 1972: «Монолог» (Ніна)
- 1972: «Принц і жебрак» (принцеса Єлизавета)
- 1973: «Зламана підкова» (Лейда)
- 1975: «Ольга Сергіївна» (Лєна, сестра Курдюмова)
- 1976: «Просто Саша» (Саша Неродова)
- 1976: «Слово для захисту» (Валентина Костіна)
- 1978: «Красень-чоловік» (Зоя Василівна)
- 1979: «Осінній марафон» (Алла)
- 1979: «Фантазії Фарятьєва» (Олександра)
- 1980: «Дами запрошують кавалерів» (Аня Позднякова, товарознавець)
- 1982: «Транзит» (Тетяна Шульга)
- 1984: «Чужа дружина і чоловік під ліжком» (Ліза)
- 1988: «Дорога Олено Сергіївно» (Олена Сергіївна)
- 1991: «Тінь, або Може бути, все обійдеться» (Юлія Джулі)
- 1993: «Ти в мене одна» (Наталія Анатоліївна, лікар, дружина Євгена)
- 1993: «Тюремний романс» (слідчий Олена Шемелова)
- 1998: «Сибірський цирульник» (мати Толстого)
- 2002: «Азазель» (леді Естер)
- 2002: «Леді на день»

Знялась в українських фільмах:
- 1977: «Фотографії на стіні»
- 1983: «Карусель» (т/ф, Анна).